# Non c'è amore più grande (film 1932)
Non c'è amore più grande (No Greater Love) è un film del 1932, diretto da Lewis Seiler.

## Produzione
Il film fu prodotto dalla Columbia Pictures Corporation.

## Distribuzione
Distribuito dalla Columbia Pictures Corporation, il film uscì nelle sale cinematografiche USA il 4 giugno 1932. In Italia, venne distribuito nel 1933.